# Рахим, Джалалудин Абдур
Джалалуддин Абдур Рахим (Дж. А. Рахим, англ. Jalaludin Abdur Rahim, урду جلال الدين عبدالرحيم; бенг. জালালুদ্দিন আবদুর রহিম; 27 июля 1906 — 1977) — бенгальский политический философ и коммунист, известный как один из членов-основателей Пакистанской народной партии как демократической социалистической политической силы. Рахим был первым генеральным секретарем Пакистанской народной партии и первым занимал пост министра производства.
Начинавший как бенгальский государственный служащий, Рахим был политическим ментором Зульфикара Али Бхутто и помог тому пройти через минное поле бюрократического истеблишмента, когда Айюб Хан взял Бхутто в свой кабинет министром иностранных дел, а затем критически направлял лишившегося вскоре своей должности Бхутто на свержение проамериканской диктатуры Айюб Хана.

## Семья и образование
Окончил Университете Дакки, получив двойную степень бакалавра политологии и философии за диссертацию по философии Ницше. Позже Рахим учился в Калькуттском университете, получив степень бакалавра права и правосудия. Рахим начал свою политическую деятельность в пакистанском движении, выступая в качестве его активиста в Восточной Бенгалии. Его отец, судья Абдур Рахим, работал старшим помощником судьи в Верховном суде Пакистана.

## Политическая карьера

### Государственная служба
После образования Рахим поступил на государственную службу Пакистана, получив первое бюрократическое назначение на дипломатической службе Пакистана. Рахим работал секретарём иностранных дел в правительстве премьер-министра Мухаммеда Али Богра.

### Пакистанская народная партия
Некоторое время он оставался связанным с Коммунистической партией Пакистана, но с 1965 года также выстраивал личные отношения с Зульфикаром Али Бхутто. После посещения социалистического съезда в резиденции доктора Мубашира Хасана Дж. А. Рахим сыграл ключевую роль в написании исламско-социалистического манифеста новой Пакистанской народной партии от 30 ноября 1967 года: «Ислам — наша религия; демократия — наша политика; социализм — наша экономика; власть принадлежит людям». Этот документ был официально опубликован 9 декабря 1967 года. Первым генеральным секретарем Пакистанской народной партии был избран Дж. А. Рахим.

### Переговоры с Авами Лиг. Министерские посты
Рахим получил широкую общественную известность после того, как его имя было объявлено в качестве члена бенгальской делегации ПНП для переговоров с партией Авами Лиг под руководством шейха Муджибура Рахмана. В 1970 году Рахим вместе с Гуламом Мустафой Харом безрезультатно вернулся в Западный Пакистан. После войны 1971 года и завоевания независимости Бангладеш Рахим остался на территории Пакистана, управляя министерством юстиции, а также планированием посёлков и сельскохозяйственных поселений. В 1972 году был назначен первым министром оборонного производства, которым руководил до 1974 года.

### Разочарование в Бхутто
Его отношения с З. А. Бхутто ухудшились после того, как Пакистанская народная партия начала чистку в своих рядах радикального и ультралевого крыла партии; позже премьер-министр Бхутто отстранил и самого Дж. А. Рахима. В июле 1974 года Рахим, разочаровавшись в Бхутто из-за ведения тем внутренних дел, публично выразил несогласие с главой правительства, призывая того решать эти вопросы не силой.
В итоге, Рахим был отправлен послом Пакистана во Францию, чтобы убрать его подальше от пакистанской политики. Но он вернулся в Пакистан раньше срока, был подвергнут пыткам сотрудниками тайной полиции Федеральных сил безопасности и брошен в тюрьму в 1976 году. Однако вскоре после этого он был освобождён, а Бхутто официально принёс ему извинения, так что Рахим мог снова уехать во Францию, чтобы завершить свое пребывание в должности посла. Встречаются утверждения, что З. А. Бхутто в последние дни своей жизни глубоко сожалел о ссоре со своим бывшим наставником Дж. А. Рахимом.
В 1977 году Рахим умер от сердечного приступа. Сейчас он похоронен в Карачи, Синд, Пакистан.